# Abramiwka (obwód połtawski)
Abramiwka (ukr. Абрамівка) – wieś na Ukrainie, w obwodzie połtawskim, w rejonie połtawskim, w hromadzie Masziwka. W 2001 liczyła 430 mieszkańców.